# Francisco de Paula Marín Grassi
Francisco de Paula Marín y Grassi (Jerez de la Frontera, 25 de noviembre de 1774 - Honolulu, 30 de octubre de 1837) fue un botánico y horticultor español, y hombre polifacético que recaló en 1793 en las islas Hawái, donde permaneció el resto de su vida.

## Biografía
Hijo de Juan Marín y María Grassi, nació el 25 de noviembre de 1774 en Jerez de la Frontera, Andalucía, aunque pudiera ser en Málaga. Son oscuros sus primeros años en España. Por los campos de Jerez adquirió sus conocimientos de horticultura trabajando en las haciendas locales y especialmente en los famosos viñedos.
Probablemente se enroló como marinero aprendiz en uno de los barcos de la expedición de Alejandro Malaspina (1789-1794), que partió de Cádiz hacia el Pacífico. En algún momento del verano de 1792 desertó y se enroló en el bergantín estadounidense Lady Washington, capitaneado por John Kendrick (h.1740-1794), quien comerciaba a uno y otro lado del Pacífico. Hacia 1793 o 1794, y después de un tiempo dando vueltas por el océano y aprendiendo de todo (comercio, idiomas, lenguas indígenas de la Polinesia, etc), arribó a las islas Hawái. En ellas llegó a ser intérprete y asesor del rey Kamehameha I (1758-1819), para la adquisición y uso de armamento occidental. El rey hawaiano derrotó a sus enemigos en la batalla de Nu'uanu (1795) y conquistó la isla Oahu. Por los servicios prestados Marín recibió tierras en lo que es hoy Honolulu, cerca de Pearl Harbor. Realizó al menos un viaje más fuera de las islas, en 1804, cuando acompañó al capitán James Rowan al mando de la fragata Hazard en su viaje por el Pacífico noroeste, trabajando de intérprete. 
Aunque marinero desertor, Marín mantuvo buenas relaciones con los españoles de la Alta California, a los que encargaba bienes varios como plantas y animales con los cuales experimentaba su aclimatación en las islas. Fue el introductor de nuevos tipos de frutas y verduras en las Hawái, entre ellas, las primeras viñas de Hawái (1815) de las que se obtuvieron los primeros vinos y brandys locales. Destiló caña de azúcar para obtener ron y experimentó con la cerveza. En 1813, Marín obtuvo la primera cosecha de piña en las islas. En el libro "El Ascenso y Caída del Reino de Hawái" (The Rise And Fall Of The Hawaiian Kingdom (A Pictorial History)), dedicado a reseñar la historia de Hawái de Richard Wiesnewski, acredita que Francisco Marín "...plantó la primera piña en el Reino de Hawái, el 2 de enero de 1813". La piña pasó a ser uno de los símbolos de Hawái. Se le atribuye también la introducción de los cultivos de algodón, mango y naranja. Trabajó con las primeros ganaderías, entre ellas la caballar. Fue el primero en comerciar la producción agraria según el modo occidental (hasta entonces la agricultura entre los hawaianos era una actividad meramente doméstica). 
Dedicó su residencia a casa de huéspedes en la que daba alojamiento y manutención a los comerciantes que visitan las islas. El 12 de septiembre de 1818 llegó a Honolulu el marino francés Hipólito Bouchard (1780-1837), corsario al servicio de las Provincias Unidas de Sudamérica. Llegaba con dos barcos de guerra: La Argentina y la Santa Rosa. Eran tan buenas las relaciones entre ambos que el capitán argentino nombra a Marín "Capitán de los ejércitos de la Patria y Agente de Gobierno de las Provincias Unidas de Sud América". El nombramiento fue muy bien recibido por Marín, que intercambia a fines de 1819 e inicios de 1820 correspondencia relativa a su función. En 1819 arribó el navegante francés Louis de Freycinet (1779-1842).
Como dominaba varios idiomas, ejerció como diplomático no oficial, contable y recaudador de impuestos, a la vez que vendía sus productos a los barcos para su abastecimiento. También ejerció de médico personal del rey Kamehameha, desde abril de 1819 hasta la muerte del rey, el 8 de mayo. Le sucedió Kamehameha II (1797-1824) que, el 10 de diciembre de 1819, le nombró oficialmente capitán del ejército de Hawái. Marín era popularmente conocido en las islas como Manini (o Marini), la forma en que los nativos pronunciaban su nombre.
Se sabe que Marín tuvo al menos tres mujeres nativas y unos cuantos hijos. Una de sus hijas casó con el cantero portugués Antonio Ferreira, constructor en 1810 para la familia Marín de una de las primeras casas de piedra de Honolulu. Otra hija, Cruz Marín, casó con el capitán inglés Joseph Maughan. Otra, Lahilahi, tuvo hijos con el cónsul americano John Coffin Jones (aunque Jones ya era casado). Sus hijos varones, Nicolas y Paul F. Marin, crearon instalaciones comerciales costeras. Su hija Antoinette F. Manini (1832–1905) casó con el empresario Lyman Swan en 1851, quien emigró con la familia a California, donde fue miembro destacado de la primera comunidad de Santa Cruz. Marín, incluso, se carteó con el gobernador Luis Antonio Argüello (1784-1830) para marchar él mismo a la Alta California, pero se le dijo que no serían bien recibidas (bien vistas) sus varias esposas.

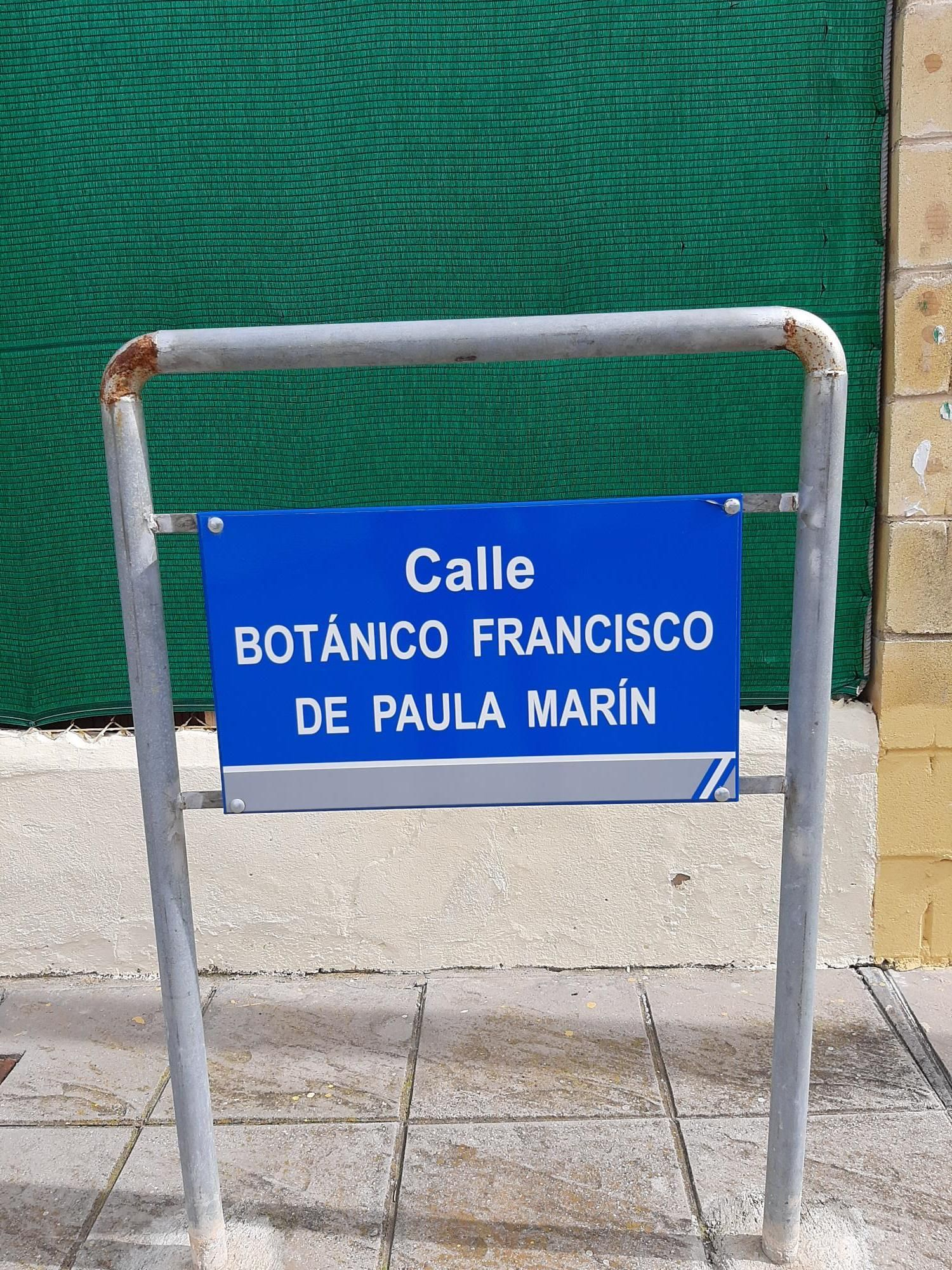
Rótulo de calle dedicada a Francisco de Paula Marín en Jerez de la Frontera.

Desde 1805 redactaba un diario, del que se ha conservado buena parte, que es una recopilación de los hechos de su vida y de las costumbres del archipiélago de Hawái en aquella época. Francisco de Paula Marín y Grassi murió el 30 de octubre de 1837, en Honolulu, a la edad de 62 años. 

## Legado
- Una calle de Jerez se bautizó con su nombre a propuesta de la asociación cultural Cine-Club Popular.
- El Vineyard Boulevard o Boulevard del Viñedo, céntrica avenida de Honolulu, se llama así por las viñas que introdujo Marín. También en Honolulu está la calle Marín (Marin Street), de solo una manzana, cerca de donde estuvo la casa de Marín y a unas dos manzanas de los muelles a donde arribaron los primeros barcos extranjeros que visitaron Hawái en el último cuarto del siglo XVIII.[8]
- También en el idioma local quedan reminiscencias del nombre, usándose el término "Manini" (así pronunciado por los nativos a partir de su apellido) para referirse a alguien tacaño.[9]